# 益田裕介
益田 裕介（ますだ ゆうすけ）は、岡山県出身の医師、YouTuber。精神科医、早稲田メンタルクリニック院長、オンライン自助会主宰。元自衛官。

## 経歴・人物
幼少期から転校が続き、友達作りに苦労し、世の中的にもうつ病などメンタル疾患が注目されていたときと思春期の開始が重なっていた。
中学生の時にインターネットを通じて、精神医学や精神分析の考え方を知る。学校では教えてくれない知識に夢中になり、そこから心理学から哲学、その他人間の心に関わる様々な本を読み続けたが、知識が増えても、人付き合いはうまくできず、また自分の気持ちのコントロールも不得手で、劣等感を感じていた。自分を変えたいが、どうしたらよいのか分からず、猛勉強の末に防衛省の医官養成機関防衛医科大学校への入校を決意。
卒業後、臨床家として生きることを決意し、2018年4月に東京都新宿区に「早稲田メンタルクリニック」を開業。開業後、患者からのアドバイスで2019年12月からYouTubeを開始。2022年3月よりオンライン自助会も開始。
新聞やABEMA Primeなどメディアにも多数出演。

## 主義・主張
- セルフモニタリングの必要性。随時心身の疲労をチェック、問題や課題、目標の整理と確認[4]。
- 主観2.0。人間はあるがままを認識することができず、無意識や構造によってバイアスがかかっている。現実を直視し、客観的になることを務め、少しずつ疲れにくい考え方へとバージョンアップしていこう、というもの[4]。
- ボディコントロール。認知行動療法と共にマインドフルネスによるトレーニングの習慣化を推奨している[5]。

## 主催コミュニティ

### オンライン自助会
2022年3月開設 会員数約500人 日本最大級の患者会

## 書籍

### 著書
2022年
- 『精神科医の本音』（SBクリエイティブ、2022年8月15日、ISBN 978-4-8156-1622-9）
- 『精神科医がやっている聞き方・話し方』（フォレスト出版、2022年9月5日、ISBN 978-4866801926）

2023年
- 『精神科医が教える 親を憎むのをやめる方法』（KADOKAWA、2023年2月2日、ISBN 978-4-046-06128-7）
- 『【心の病】はこうして治る まんがルポ 精神科に行ってみた!』（青山ゆずこ〈イラスト〉、扶桑社、2023年9月30日、ISBN 978-4-594-09475-1）

2024年
- 『益田式こころの治療メソッド入門』（早稲田メンタルカウンセリング、2024年7月13日、ISBN 978-4-9913672-0-5）
- 『まんが 夜のこころの診療所―精神科医がいるスナック』（青山ゆずこ〈漫画〉、扶桑社、2024年10月31日、 ISBN 978-4-594-09768-4）

### 監修
2025年
- 『眠れなくなるほど面白い 図解 メンタルの話』（日本文芸社、2025年3月26日、ISBN 978-4-5372226-7-8）